# Seznam ostrovů Albánie
Albánie má ostrovy v Jaderském a Jónském moři. Další ostrovy se nacházejí na albánských jezerech, přehradách a řekách.

## Přehled největších ostrovů
| #  | ostrov                  | rozloha (ha) | pobřeží (km) | max.nadm. výška (m) | nejvyšší vrchol | počet obyvatel | hustota zalidnění | největší sídlo                  | část státu kraj | část moře jezero               | souostroví        | lokalizace                       |
| -- | ----------------------- | ------------ | ------------ | ------------------- | --------------- | -------------- | ----------------- | ------------------------------- | --------------- | ------------------------------ | ----------------- | -------------------------------- |
| 1  | Sazan                   | 570,00       | —            | 342                 | —               | —              | —                 | Sazan                           | Vlora           | Jaderské moře                  | —                 | 40°30′ s. š., 19°17′ v. d.       |
| 2  | Kunë                    | 140,00       | —            | 5                   | —               | —              | —                 | —                               | Lezhë           | Jaderské moře, Drin            | —                 | 41°45′47″ s. š., 19°34′54″ v. d. |
| 3  | Malsori                 | 40,00        | —            | 5                   | —               | —              | —                 | —                               | Skadar          | Buna                           | —                 | 42°0′30″ s. š., 19°27′38″ v. d.  |
| 4  | Zvërnec                 | 8,70         | 1,084        | 25                  | —               | —              | —                 | klášter svaté Marie na Zvërneci | Vlora           | Jaderské moře, Narteská laguna | Zvërnecké ostrovy | 40°31′3″ s. š., 19°24′3″ v. d.   |
| 5  | Shurdhah                | 7,50         | —            | 290                 | —               | —              | —                 | hrad Shurdhah                   | Skadar          | Vau-Deja (Drin)                | —                 | 42°4′15″ s. š., 19°39′10″ v. d.  |
| 6  | Maligrad                | 5,00         | —            | 860                 | —               | —              | —                 | kostel svaté Mari na Maligradu  | Korçë           | Prespanské jezero              | —                 | 40°47′31″ s. š., 20°55′59″ v. d. |
| 7  | ostrov Františka Josefa | 4,50         | —            | 1,2                 | —               | —              | —                 | —                               | Skadar          | Jaderské moře, Buna            | —                 | 41°50′51″ s. š., 19°22′34″ v. d. |
| 8  | Ksamil (severovýchodní) | 3,90         | 0,685        | —                   | —               | —              | —                 | —                               | Vlora           | Jónské moře                    | Ksamilské ostrovy | 39°46′30″ s. š., 19°59′46″ v. d. |
| 9  | Berat                   | 3,00         | 0,803        | 60                  | —               | —              | —                 | —                               | Berat           | Osum                           | —                 | 40°42′9″ s. š., 19°57′7″ v. d.   |
| 10 | Kukës                   | 2,50         | —            | 290                 | —               | —              | —                 | —                               | Kukës           | Fierza                         | —                 | 42°5′43″ s. š., 20°22′21″ v. d.  |
| 11 | Tongo                   | 2,50         | 0,719        | 10                  | —               | —              | —                 | —                               | Vlora           | Jónské moře                    | —                 | 39°41′24″ s. š., 20°0′22″ v. d.  |
| 12 | Ksamil (jihozápadní)    | 1,40         | 0,509        | —                   | —               | —              | —                 | —                               | Vlora           | Jónské moře                    | Ksamilské ostrovy | 39°46′24″ s. š., 19°59′30″ v. d. |
| 13 | Karakonjishtit          | 1,30         | 0,569        | 14                  | —               | —              | —                 | —                               | Vlora           | Jaderské moře, Narteská laguna | Zvërnecké ostrovy | 40°31′16″ s. š., 19°23′49″ v. d. |
| 14 | Ksamil (severozápadní)  | 1,20         | 0,428        | —                   | —               | —              | —                 | —                               | Vlora           | Jónské moře                    | Ksamilské ostrovy | 39°46′30″ s. š., 19°59′27″ v. d. |
| 15 | Ksamil (jihovýchodní)   | 0,70         | 0,303        | —                   | —               | —              | —                 | —                               | Vlora           | Jónské moře                    | Ksamilské ostrovy | 39°46′23″ s. š., 19°59′45″ v. d. |
| 16 | Stillo                  | 0,60         | 0,269        | —                   | —               | —              | —                 | —                               | Vlora           | Jónské moře                    | —                 | 39°41′8″ s. š., 19°59′23″ v. d.  |
| 17 | Paqe                    | 0,30         | —            | —                   | —               | —              | —                 | —                               | Skadar          | Koman                          | —                 | 42°9′57″ s. š., 19°52′43″ v. d.  |
| 18 | Shaqarisë               | 0,21         | 0,218        | —                   | —               | —              | —                 | —                               | Skadar          | Skadarské jezero               | —                 | 42°3′34″ s. š., 19°27′42″ v. d.  |
| 19 | Pasqyrave               | 0,05         | 0,112        | 6                   | —               | —              | —                 | —                               | Vlora           | Jónské moře                    | —                 | 39°48′20″ s. š., 20°0′17″ v. d.  |
| 20 | Ksamil (severní)        | 0,03         | 0,070        | —                   | —               | —              | —                 | —                               | Vlora           | Jónské moře                    | Ksamilské ostrovy | 39°46′42″ s. š., 19°59′41″ v. d. |